# UCI America Tour 2008
Navigation
Édition précédente Édition suivante
L'UCI America Tour 2008 est la quatrième édition de l'UCI America Tour, l'un des cinq circuits continentaux de cyclisme de l'Union cycliste internationale. Il est composé de 40 compétitions, organisées du 7 octobre 2007 au 20 septembre 2008 en Amérique.

## Calendrier des épreuves

### Octobre 2007
| Date | Course                        | Pays      | Classe | Vainqueur             | Équipe                  |
| ---- | ----------------------------- | --------- | ------ | --------------------- | ----------------------- |
| 7-14 | Clásico Ciclístico Banfoandes | Venezuela | 2.2    | Sergio Henao          | Colombia Es Pasion      |
| 7-14 | Tour de Chihuahua             | Mexique   | 2.2    | Francisco Mancebo     | Relax-GAM               |
| 20-1 | Tour du Guatemala             | Guatemala | 2.2    | Carlos López González | Canel's Turbo Mayordomo |

### Novembre 2007
| Date  | Course                                           | Pays     | Classe | Vainqueur    | Équipe                |
| ----- | ------------------------------------------------ | -------- | ------ | ------------ | --------------------- |
| 6-11  | Doble Copacabana Grand Prix Fides                | Bolivie  | 2.2    | Óscar Soliz  | Coordinadora Ebsa     |
| 15-25 | Volta Ciclistica Internacional de Santa Catarina | Brésil   | 2.2    | Alex Diniz   | Scott-Marcondes Cesar |
| 17-25 | Tour de l'Équateur                               | Équateur | 2.2    | Alex Atapuma | Indernariño           |

### Décembre 2007
| Date  | Course             | Pays       | Classe | Vainqueur   | Équipe                 |
| ----- | ------------------ | ---------- | ------ | ----------- | ---------------------- |
| 14-28 | Tour du Costa Rica | Costa Rica | 2.2    | Henry Raabe | BCR-Pizza Hut-Powerade |

### Janvier
| Date  | Course                   | Pays      | Classe | Vainqueur      | Équipe                    |
| ----- | ------------------------ | --------- | ------ | -------------- | ------------------------- |
| 5-18  | Tour du Táchira          | Venezuela | 2.2    | Manuel Medina  | Gobernación del Zulia-BOD |
| 6     | Copa América de Ciclismo | Brésil    | 1.2    | Nilceu Santos  | Scott-Marcondes Cesar     |
| 22-27 | Tour de San Luis         | Argentine | 2.1    | Martín Garrido | Palmeiras Resort-Tavira   |

### Février
| Date  | Course                             | Pays                   | Classe | Vainqueur         | Équipe                           |
| ----- | ---------------------------------- | ---------------------- | ------ | ----------------- | -------------------------------- |
| 5-17  | Tour de Cuba                       | Cuba                   | 2.2    | Pedro Pablo Pérez | Cuba                             |
| 13-17 | Tour du Belize                     | Belize                 | 2.2    | Carlos Oyarzún    | Tecos de la Universidad Autónoma |
| 17-24 | Tour de Californie                 | États-Unis             | 2.HC   | Levi Leipheimer   | Astana                           |
| 23-2  | Vuelta a la Independencia Nacional | République dominicaine | 2.2    | Carlos José Ochoa | Venezuela                        |

### Avril
| Date  | Course                      | Pays       | Classe | Vainqueur           | Équipe                   |
| ----- | --------------------------- | ---------- | ------ | ------------------- | ------------------------ |
| 20-27 | Tour de l'État de Sao Paulo | Brésil     | 2.2    | Gregolry Panizo     | Clube Dataro de Ciclismo |
| 21-27 | Tour de Géorgie             | États-Unis | 2.HC   | Kanstantsin Siutsou | High Road                |

### Mai
| Date  | Course                                                                | Pays       | Classe | Vainqueur             | Équipe                             |
| ----- | --------------------------------------------------------------------- | ---------- | ------ | --------------------- | ---------------------------------- |
| 3.    | Classique de l'anniversaire de la Fédération de cyclisme du Venezuela | Venezuela  | 1.2    | José Aguilar          | Fundadeporte Carabobo              |
| 4     | Coupe de la fédération vénézuélienne de cyclisme                      | Venezuela  | 1.2    | Artur García          | Loteria del Tachira                |
| 4     | U.S. Air Force Cycling Classic                                        | États-Unis | 1.2    | Lucas Sebastián Haedo | Colavita-Sutter Home-Cooking Light |
| 9     | Championnat du contre-la-montre panaméricain                          | Uruguay    | CC     | Svein Tuft            | Canada                             |
| 10-25 | Tour de Colombie                                                      | Colombie   | 2.2    | Giovanni Báez         | UNE-Orbitel                        |
| 11    | Championnat panaméricain de course en ligne                           | Uruguay    | CC     | Richard Mascaranas    | Uruguay                            |
| 14-18 | Doble Sucre Potosi Grand Prix                                         | Bolivie    | 2.2    | Byron Guamá           | Equipo Spoli Ecuador               |
| 25    | Tour de Leelanau                                                      | États-Unis | 1.2    | Taylor Tolleson       | BMC                                |

### Juin
| Date  | Course                                   | Pays       | Classe | Vainqueur          | Équipe                            |
| ----- | ---------------------------------------- | ---------- | ------ | ------------------ | --------------------------------- |
| 3     | Lancaster Classic                        | États-Unis | 1.1    | Yuriy Metlushenko  | Amore & Vita-McDonald’s           |
| 5     | Reading Classic                          | États-Unis | 1.1    | Óscar Sevilla      | Rock Racing                       |
| 5-8   | Coupe des nations Ville Saguenay         | Canada     | 2.NCup | Thomas Vedel Kvist | Danemark                          |
| 8     | Commerce Bank International Championship | États-Unis | 1.HC   | Matti Breschel     | CSC                               |
| 10-15 | Tour de Beauce                           | Canada     | 2.2    | Svein Tuft         | Symmetrics                        |
| 24-29 | Tour de Pennsylvanie                     | États-Unis | 2.2    | David Veilleux     | Kelly Benefit Strategies-Medifast |

### Juillet
| Date | Course                      | Pays      | Classe | Vainqueur        | Équipe                  |
| ---- | --------------------------- | --------- | ------ | ---------------- | ----------------------- |
| 5-13 | Tour de la Martinique       | France    | 2.2    | Willy Roseau     | Club Martinique         |
| 9    | Prova Ciclística 9 de Julho | Brésil    | 2.2    | Michel Fernández |                         |
| 20   | Clasico Ciudad de Caracas   | Venezuela | 1.2    | Gil Cordovés     | Alcaldía de Cabimas BOD |

### Août
| Date | Course                                  | Pays       | Classe | Vainqueur         | Équipe                        |
| ---- | --------------------------------------- | ---------- | ------ | ----------------- | ----------------------------- |
| 1-10 | Tour de la Guadeloupe                   | France     | 2.2    | José Flober Peña  | Union Cycliste Capesterrienne |
| 8-10 | Rochester Omnium                        | États-Unis | 1.2    | Dominique Rollin  | Toyota-United                 |
| 10   | Classique Montréal-Québec Louis Garneau | Canada     | 1.1    | Arnaud Papillon   | Volkswagen                    |
| 25-7 | Tour du Venezuela                       | Venezuela  | 2.2    | Carlos José Ochoa | Serramenti PVC Diquigiovanni  |

### Septembre
| Date  | Course             | Pays       | Classe | Vainqueur             | Équipe          |
| ----- | ------------------ | ---------- | ------ | --------------------- | --------------- |
| 6     | Univest Grand Prix | États-Unis | 1.2    | Lucas Euser           | Garmin-Chipotle |
| 8-14  | Tour du Missouri   | États-Unis | 2.1    | Christian Vande Velde | Garmin-Chipotle |
| 13-20 | Tour du Mexique    | Mexique    | 2.2    | Glen Chadwick         | Type 1          |

### Épreuves annulées
| Date            | Course                                      | Pays       | Classe | Cause |
| --------------- | ------------------------------------------- | ---------- | ------ | ----- |
| 28 fév.-9 mars  | Vuelta por un Chile Líder                   | Chili      | 2.2    |       |
| 5-9 mars        | Volta Ciclistica de Porto Alegre            | Brésil     | 2.2    |       |
| 9-16 mars       | Tour du Chiapas                             | Mexique    | 2.2    |       |
| 3-13 avril      | Tour du Chili                               | Chili      | 2.2    |       |
| 9-13 avril      | Volta de Campos                             | Brésil     | 2.2    |       |
| 13 avril        | US Cycling Open                             | États-Unis | 1.1    |       |
| 19 avril        | Holy Saturday Cross Country Cycling Classic | Belize     | 1.2    |       |
| 26 avr.-3 mai   | Tour du Salvador                            | Salvador   | 2.2    |       |
| 28 avr.-1er mai | Clásica 1° de Mayo                          | Argentine  | 2.2    |       |
| 3 mai           | Crystal City Classic                        | États-Unis | 1.2    |       |
| 20-22 juin      | Saturn Rochester Twilight Omnium            | États-Unis | 2.2    |       |
| 29 juin         | Desafio Internacional de Ciclismo           | Brésil     | 1.2    |       |
| 3 juillet       | The Welland Race                            | Canada     | 1.2    |       |
| 22-24 juillet   | The Colorado Stage Race                     | États-Unis | 2.2    |       |
| 6-7 septembre   | Vuelta Jalisco                              | Mexique    | 2.2    |       |

## Classements
| #   | Coureur               | Pays       | Pts |
| 01. | Manuel Medina         | Venezuela  | 232 |
| 02. | Svein Tuft            | Canada     | 219 |
| 03. | Christian Vande Velde | États-Unis | 211 |
| 04. | Carlos José Ochoa     | Venezuela  | 198 |
| 04. | Pedro Pablo Pérez     | Cuba       | 180 |
| 06. | Henry Raabe           | Costa Rica | 162 |
| 07. | Gil Cordovés          | Cuba       | 153 |
| 08. | Artur García*         | Venezuela  | 146 |
| 09. | Óscar Sevilla         | Espagne    | 131 |
| 10. | Byron Guamá*          | Équateur   | 128 |

| #    | Équipe                       | Pays       | Pts   |
| 01.  | Garmin-Chipotle              | États-Unis | 677   |
| 02.  | Symmetrics                   | Canada     | 531,7 |
| 03.  | Tecos de la Universidad      | Mexique    | 379,8 |
| 04.  | Rock Racing                  | États-Unis | 349   |
| 05.  | Canel's Turbo Mayordomo      | Mexique    | 343   |
| 06.  | Serramenti PVC Diquigiovanni | Venezuela  | 293   |
| 07.  | Colombia Es Pasion           | Colombie   | 263   |
| 08.  | Kelly Benefit Strategies     | États-Unis | 230   |
| 09.  | Toyota-United                | États-Unis | 229,5 |
| 010. | Scott-Marcondes Cesar        | Brésil     | 206   |

### Classements par nations
| #   | Pays                   | Pts    |
| 01. | États-Unis             | 1180,4 |
| 02. | Venezuela              | 1111   |
| 03. | Argentine              | 0928,6 |
| 04. | Colombie               | 0846,4 |
| 05. | Canada                 | 0793,2 |
| 06. | Cuba                   | 0667   |
| 07. | Mexique                | 0594   |
| 08. | Costa Rica             | 0375   |
| 09. | Brésil                 | 0298   |
| 10. | Équateur               | 0294   |
| 11. | Bolivie                | 0220   |
| 12. | République dominicaine | 0177   |
| 13. | Uruguay                | 0135   |
| 14. | Chili                  | 0113,3 |
| 15. | Guatemala              | 093    |
| 16. | Belize                 | 08     |
| 17. | Porto Rico             | 05     |
| 18. | Trinité-et-Tobago      | 04     |
| 19. | Panama                 | 02     |

| #   | Pays (U23)             | Pts   |
| 01. | États-Unis             | 230,9 |
| 02. | Colombie               | 203   |
| 03. | Canada                 | 116,3 |
| 04. | Venezuela              | 107   |
| 05. | Cuba                   | 088   |
| 06. | Costa Rica             | 081   |
| 07. | Brésil                 | 069   |
| 08. | Argentine              | 062   |
| 09. | Mexique                | 024,5 |
| 10. | Équateur               | 018   |
| 11. | République dominicaine | 013   |
| 12. | Guatemala              | 08    |
| 12. | Uruguay                | 08    |
| 14. | Chili                  | 04    |